# Mongolcladius mongolwexeus
Mongolcladius mongolwexeus är en tvåvingeart som beskrevs av Sasa och Suzuki 1997. Mongolcladius mongolwexeus ingår i släktet Mongolcladius och familjen fjädermyggor. Inga underarter finns listade i Catalogue of Life.